# برايان فيلدمان
برايان فيلدمان (بالإنجليزية: Brian Feldman)‏ هو سياسي أمريكي، ولد في 4 فبراير 1961 في بيتسبرغ في الولايات المتحدة. حزبياً، نشط في الحزب الديمقراطي. وقد انتخب عضو مجلس النواب لولاية ماريلند.